# راي إيفانز (لاعب كرة قدم أمريكية)
راي إيفانز (بالإنجليزية: Ray Evans)‏ هو لاعب كرة قدم أمريكية أمريكي، ولد في 22 سبتمبر 1922 في كانساس سيتي في الولايات المتحدة، وتوفي في 24 أبريل 1999 في بريري فيليج في الولايات المتحدة.

## وصلات خارجية
- راي إيفانز على موقع سبورتس رفرنس (الإنجليزية)
- راي إيفانز على موقع كلية كرة السلة في سبورتس رفرنس.كوم (الإنجليزية)
- راي إيفانز على موقع ريلجم (الإنجليزية)
- راي إيفانز على موقع مرجع كرة القدم المحترفة.كوم (الإنجليزية)
- راي إيفانز على موقع قاعة كنساس للمشاهير الرياضية (مؤرشف) (الإنجليزية)